# عبدالرضا مرادی
عبدالرضا مرادی (زادهٔ ۱۳۴۷ در ممسنی) نمایندهٔ حوزهٔ انتخابیهٔ ممسنی و رستم در دورهٔ هشتم مجلس شورای اسلامی بوده‌است.